# Realenzyklopädie für protestantische Theologie und Kirche

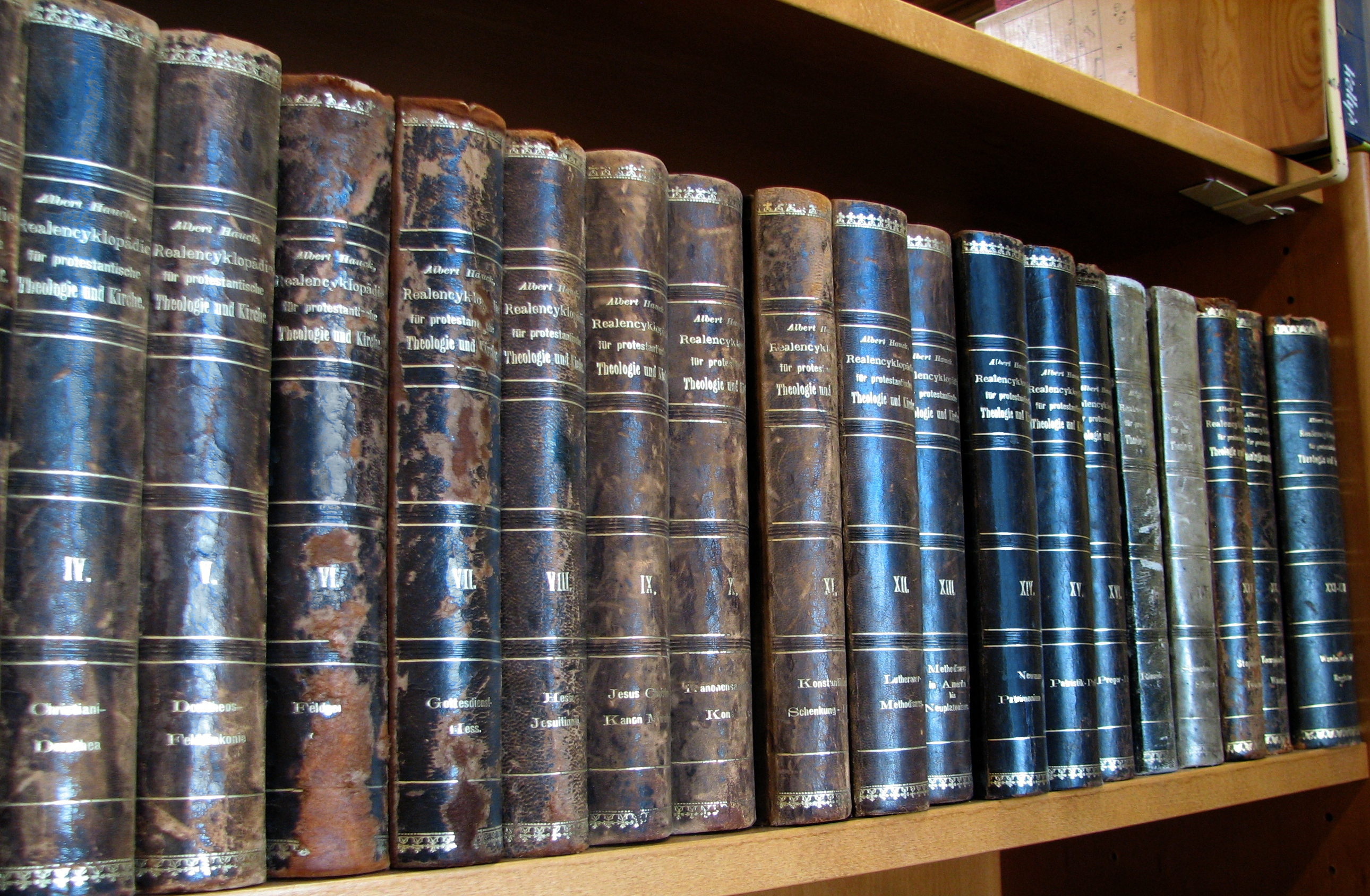
RE, 3. Auflage

Die Realenzyklopädie für protestantische Theologie und Kirche war ein lexikalisches Großprojekt in der protestantischen Theologie, das zwischen 1854 und 1913 in drei Auflagen erschien. 
In der ersten und in der zweiten Auflage lautete der Titel Real-Encyklopädie für protestantische Theologie und Kirche. Die gängige Abkürzung ist RE oder – seltener – PRE. 
Die RE ist der Vorgänger der Theologischen Realenzyklopädie (TRE).

## Editionsgeschichte

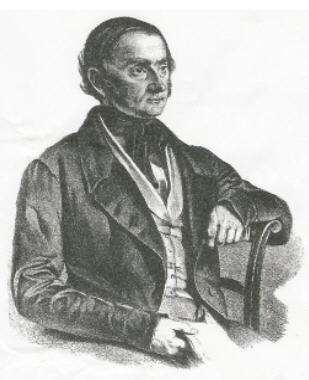
Mathias Schneckenburger

Sie wurde von Johann Jakob Herzog (1805–1882) begründet, nachdem der ursprünglich als Herausgeber vorgesehene Matthias Schneckenburger (1804–1848) verstorben war. Herzog begann die Arbeit in Halle (Saale), wo er eine außerordentliche Professur für Kirchengeschichte und Neutestamentliche Exegese innehatte, und setzte sie ab dem zweiten Band in Erlangen fort, wohin er 1854 auf den Lehrstuhl für Reformierte Theologie berufen wurde. Er betonte den konfessionell irenischen Charakter der Enzyklopädie sowie die historische Forschung in methodischer Hinsicht.
Herzog gewann zunächst den Lutheraner und außerordentlichen Professor für Kirchengeschichte Gustav Leopold Plitt (1836–1880) als Mitherausgeber für die zweite, verbesserte Auflage der RE. Nach dessen frühem Tod übernahm dann Albert Hauck (1845–1918), Professor für Kirchengeschichte und christliche Archäologie in Erlangen, die Bearbeitung der zweiten Auflage und führte diese nach dem Tod Herzogs 1882 als Herausgeber zu Ende. Später, in den Jahren von 1896 bis 1913, nahm er von Leipzig aus, wo er inzwischen als Professor der Kirchengeschichte lehrte, die Herausgeberschaft der dritten Auflage vor. Daher kann man die RE insgesamt als ein Gemeinschaftswerk Erlanger Reformierter und Lutheraner bezeichnen.

## Übersetzung und Nachwirkung

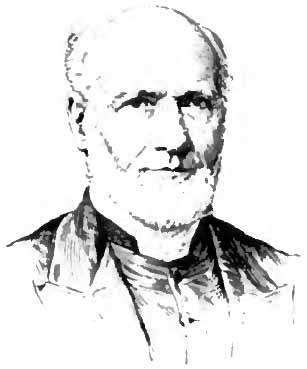
Philip Schaff

Eine englische Übersetzung wurde in den USA unter dem Namen Schaff-Herzog Encyclopedia of Religious Knowledge von Philip Schaff herausgegeben und war weit verbreitet. Es ist eine Übersetzung der zweiten deutschen Auflage.
Die dritte Auflage der Realenzyklopädie für protestantische Theologie und Kirche gilt als Grundlagenwerk für die Theologische Realenzyklopädie. Ebenso ist dieses Standardwerk wichtig für das Biographisch-Bibliographische Kirchenlexikon und alle anderen Derivate.

## Kritik
„Das führende protestantische Lexikon des 19. Jhdts. Vor allem in seiner dritten Auflage bis heute ein Werk von unübertroffener Gründlichkeit und Sorgfalt und etwa kirchengeschichtlich nach wie vor von elementarem Wert. … Ein Blick in viele Artikel der RE lehrt uns Bescheidenheit: in manchen Bereichen wissen wir nicht mehr als vor einem Jahrhundert; in einigen Bereichen war das historische Problembewußtsein und die souveräne Kenntnis der Quellen damals eher höher als heute.“

## Übersicht über die Auflagen
1. Auflage

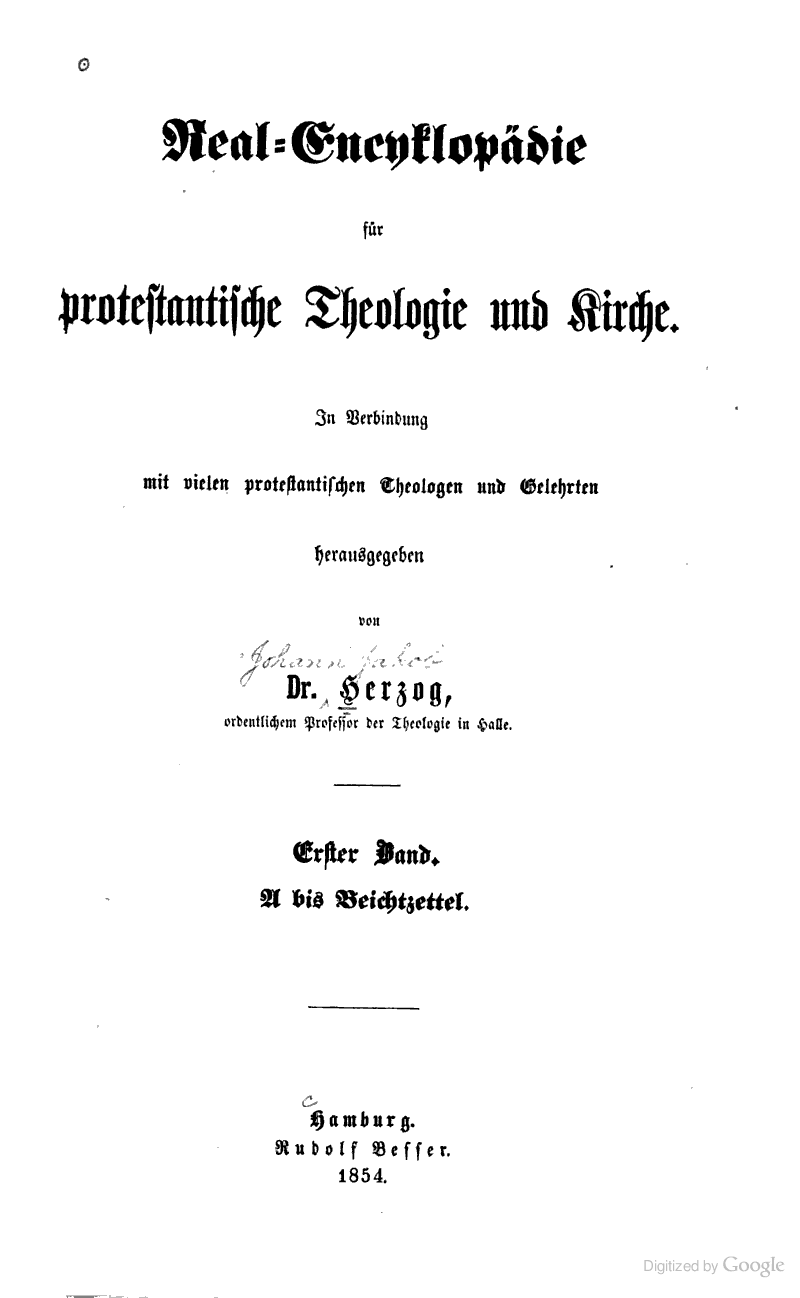
Titelblatt der 1. Auflage

- Hrsg. Johann Jakob Herzog, Bd. 1–22; Rudolf Besser, Gotha 1854–1866

2. Auflage
- Bände 01–8: Hrsg. Johann Jakob Herzog und Gustav Leopold Plitt, Bd. 1–8; J. C. Hinrichs, Leipzig 1877–1881
- Bände 09–11: Hrsg. Johann Jakob Herzog und Albert Hauck; 1882–1883
- Bände 12–18: Hrsg. Albert Hauck; 1883–1888

3. Auflage

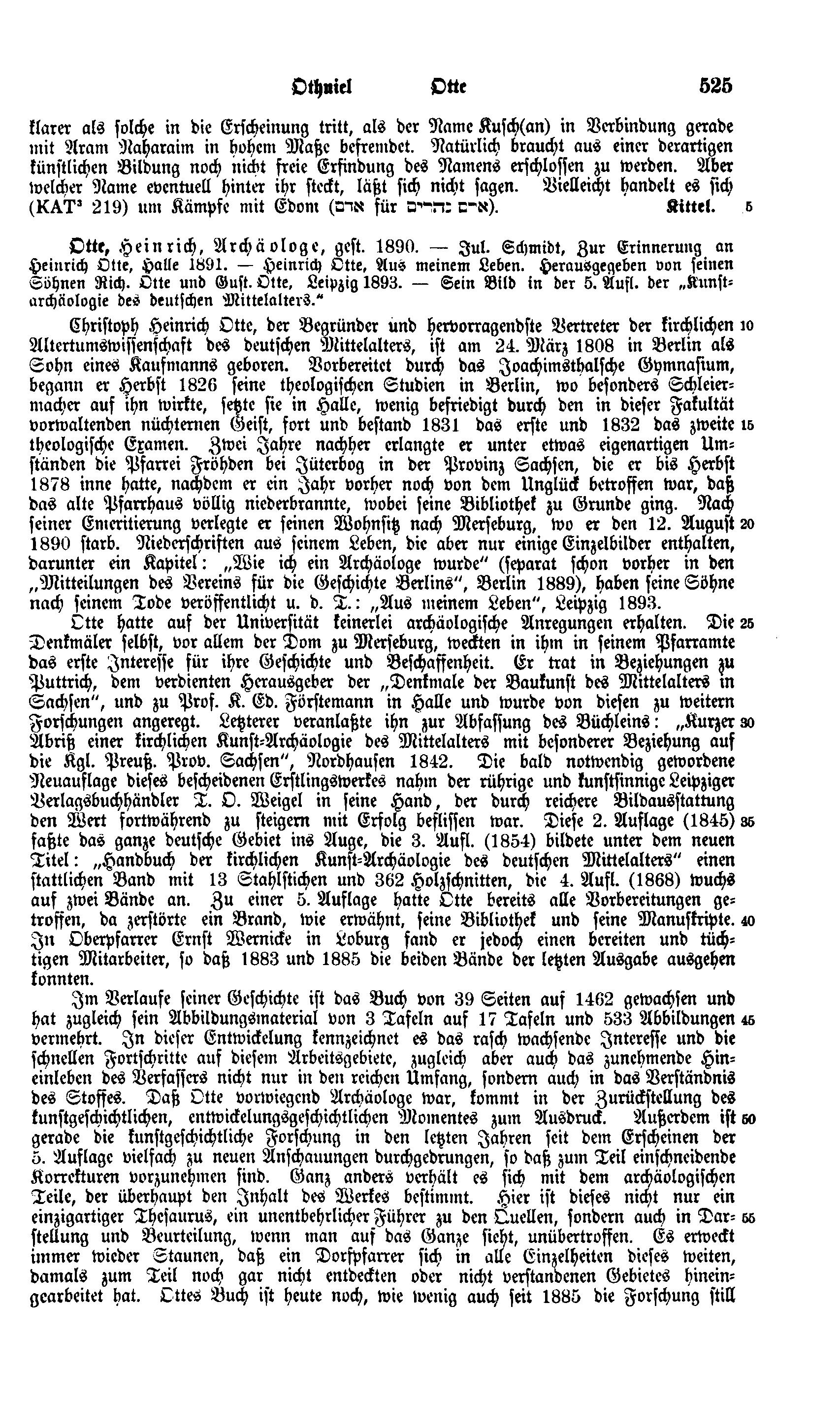
Eine Seite aus der 3. Auflage

- Hrsg. Albert Hauck, Bd. 1–22; 1896–1909
- Ergänzungsbände 23 und 24, 1913